# Sydamerikanska mästerskapet i basket för damer 1950
Sydamerikanska mästerskapet i basket för damer 1950 spelades i Lima, Peru och vanns av Chile. 6 lag deltog.

## Slutställning
1. Chile
2. Argentina
3. Peru
4. Brasilien
5. Bolivia
6. Colombia

## Resultat
Alla mötte varandra en gång, och spelade totalt 5 omgångar.
| Placering | Lag       | Vinst | Förlust | Gjorda poäng | Insläppta poäng | Poängskillnad |
| --------- | --------- | ----- | ------- | ------------ | --------------- | ------------- |
| 1         | Chile     | 4     | 1       | 177          | 114             | +63           |
| 2         | Argentina | 4     | 1       | 161          | 112             | +49           |
| 3         | Peru      | 3     | 2       | 130          | 104             | +26           |
| 4         | Brasilien | 2     | 3       | 137          | 127             | +10           |
| 5         | Bolivia   | 2     | 3       | 114          | 154             | -40           |
| 6         | Colombia  | 0     | 5       | 86           | 194             | -108          |

|  |  | Chile | 37–30 | Argentina |  |  |

|  |  | Chile | 24–17 | Peru |  |  |

|  |  | Peru | 34–24 | Brasilien |  |  |

|  |  | Peru | 23–37 | Argentina |  |  |

|  |  | Chile | 32–33 | Bolivia |  |  |

|  |  | Chile | 50–10 | Colombia |  |  |

|  |  | Argentina | 23–16 | Peru |  |  |

|  |  | Argentina | 35–23 | Brasilien |  |  |

|  |  | Argentina | 45–16 | Bolivia |  |  |

|  |  | Argentina | 28–20 | Colombia |  |  |

|  |  | Peru | 25–24 | Brasilien |  |  |

|  |  | Peru | 32–17 | Bolivia |  |  |

|  |  | Peru | 40–16 | Colombia |  |  |

|  |  | Brasilien | 26–12 | Bolivia |  |  |

|  |  | Brasilien | 40–21 | Colombia |  |  |

|  |  | Bolivia | 36–19 | Colombia |  |  |

## Final
För att utse en slutsegrare spelades en finalmatch mellan Chile och Argentina.
|  |  | Chile | 20–17 | Argentina |  |  |